# Корюгин, Николай Николаевич
Николай Николаевич Корюгин (род. 7 декабря 1950, Курганная, Краснодарский край) — советский и российский учёный-экономист, политик. Депутат Верховного Совета СССР последнего созыва.

## Биография
Корюгин Николай Николаевич родился 7 декабря 1950 года в станице Курганная Краснодарского края в семье служащих. Отец, Корюгин Николай Федорович, был бухгалтером, а мать, Корюгина (до замужества Смирнова) Полина Павловна — учителем. В августе 1953 г. семья переехала в пос. Шексна, в котором шло строительство гидроэлектростанции и шлюза № 7 Волго-Балтийского водного пути.
В 1968 году закончил Устье-Угольскую среднюю школу с серебряной медалью. Поступил в Московский институт стали и сплавов (МИСиС) на кафедру экономики и организации производства. После окончания учился в аспирантуре, и в 1978 году был распределен на Череповецкий металлургический комбинат.
На Череповецком металлургическом комбинате проработал с 1978 г. по 1996 г., пройдя путь от инженера вычислительного центра до начальника финансового отдела комбината. В 1989 году был выдвинут коллективом конверторного цеха, где проработал три года, кандидатом в народные депутаты СССР. Избран Народным депутатом СССР от Череповецкого территориального избирательного округа № 148 Вологодской области, вошел в состав Верховного Совета СССР. Член Комитета Верховного Совета СССР по вопросам экономической реформы.
После распада Советского Союза и роспуска Верховного Совета СССР вернулся в Череповец. После увольнения с комбината по собственному желанию в 1996 г. работал директором по финансам и экономике в ремонтно-строительном предприятии «РСП-Центр».